# Annie Nightingale
Annie Nightingale CBE (* 1. April 1940 in Osterley, Middlesex, heute London Borough of Hounslow; † 11. Januar 2024 in London) war Englands erster weiblicher Radio-DJ. Sie moderierte ihre eigene Radiosendung, die als trendweisendes Medium der internationalen Breakbeat-Musik gehandelt wurde.

## Radio
Geboren 1940 in Osterley, wurde Nightingale 1970 Moderatorin bei BBC Radio 1 und war zu diesem Zeitpunkt Englands erster weiblicher DJ. Ab 1997 moderierte Annie Nightingale ihre legendäre Samstagnacht-Sonntagmorgen-Radio Sendung „Annie On One“ auf BBC Radio 1. Die Sendung wurde weit über die Grenzen des Vereinigten Königreiches bekannt.
BBC Radio 1 bezeichnete Annies Show als größten Online-Erfolg („...radio one’s biggest on-line success“) seit der Möglichkeit, Sendungen von Radio 1 im Internet global mitzuverfolgen. Sie galt als Königin der „after-club-madness“ und begleitete Partyinteressierte, nicht nur in England, durch die frühen Morgenstunden. Die von Nightingale moderierten Radiosendungen waren sehr puristisch gestaltet. Ende der 1990er-Jahre wurde das heute weltweit bekannte DJ-Duo Basement Jaxx durch einen ersten Mix in Annies Show berühmt. Die Annie Nightingale Show gilt als Wegweiser für Trends der internationalen Breakbeat-Musik. „I want to show the people the new stuff“, formulierte sie 2005 auf dem Glastonbury Festival in einem Interview.
Seit 2003 fuhr Annie Nightingale eine verkürzte Sendung an neuem Sendeplatz am Donnerstag, den sie zum Auftakt ihrer Radioshow als „neuen Freitag“ betitelte („Thursday will be the new Friday - the new weekend.“)
Seit dem Tod von John Peel war Nightingale die bei Radio 1 am längsten angestellte Moderatorin.
Neueste Skurrilität der Sendung waren die sogenannten „Tower Shows“. Seit 2004 feierte BBC Radio 1 die „letzte Sommer-Sonnenaufgangsparty“. In der Nacht von Samstag auf Sonntag lud Nightingale dazu bekannte Breakbeat-DJs zum Auflegen in Türme ein, um von dort den letzten Sonnenaufgang des Jahres vor sieben Uhr zu beobachten. 2004 feierte Annie auf dem BT Tower in London, September 2005 auf dem Berliner Fernsehturm. Die mehrstündigen Veranstaltungen wurden auf BBC Radio 1 im Vereinigten Königreich und weltweit im Internet ausgestrahlt. Jeder Hörer stehe somit, nach Nightingales Worten, auf der „Global Guestlist“, der globalen Gästeliste und könne die Party unabhängig von Ort und Zeit mitverfolgen.
Nightingale war bis zu ihrem Tod für Radio 1 tätig und im Dezember 2023 zum letzten Mal auf Sendung. Sie verstarb am 11. Januar 2024 im Alter von 83 Jahren in London.

## Fernsehen
Von 1978 bis 1982 moderierte Nightingale die Fernsehsendung The Old Grey Whistle Test beim Fernsehen der BBC.
Nightingale machte neben Radiofeatures auch diverse Fernsehdokumentationen für BBC TV und ITV. 2005 präsentierte sie z. B. eine Dokumentation über die Breakbeat-Musik-Szene.

## Preise und Auszeichnungen
- 1998 – „Women Of The Year Lifetime Achievement Award“ der britischen Musikindustrie
- 2002 – Member of the British Empire
- 2004 – Aufnahme in die britische Radio Academy Hall Of Fame
- 2020 – Commander of the British Empire